# Vêtement pour motard
Un vêtement pour motard est un type de vêtement conçu spécifiquement pour la pratique de la moto et permettant notamment d'assurer la sécurité du pilote en limitant les blessures en cas de chute. On peut distinguer les équipements obligatoires par la loi et ceux conseillés.

## Équipement obligatoire
En France, le port d'un casque homologué est obligatoire pour le pilote et le passager lors de la conduite sur la voie publique. Son absence est passible d'une amende de 135 euros avec retrait de trois points sur le permis de conduire et une immobilisation possible du véhicule. En cas d'accident, l'absence de casque peut motiver une réduction de l'indemnisation des dommages corporels couverts par l'assureur. Le casque protège la tête du motard et doit être changé en cas de chute susceptible de détériorer ses qualités d'absorption des chocs. Une simple chute de la hauteur d'une table sur un sol régulier est, en règle générale, tolérable.[réf. nécessaire] Le port de gants de protection est obligatoire lors de l'épreuve hors circulation du permis moto français.[réf. nécessaire]
À partir du 20 novembre 2016, le port de gants homologués est obligatoire pour les motards. Son absence est passible d'une amende de 68 euros avec retrait d'un point sur le permis de conduire pour le conducteur.
En Belgique, la loi Schouppe oblige les motards à porter en plus du casque, des gants, une veste à manches longues, et un pantalon ou une combinaison et une paire de chaussures qui protège les chevilles.

## Vêtements recommandés

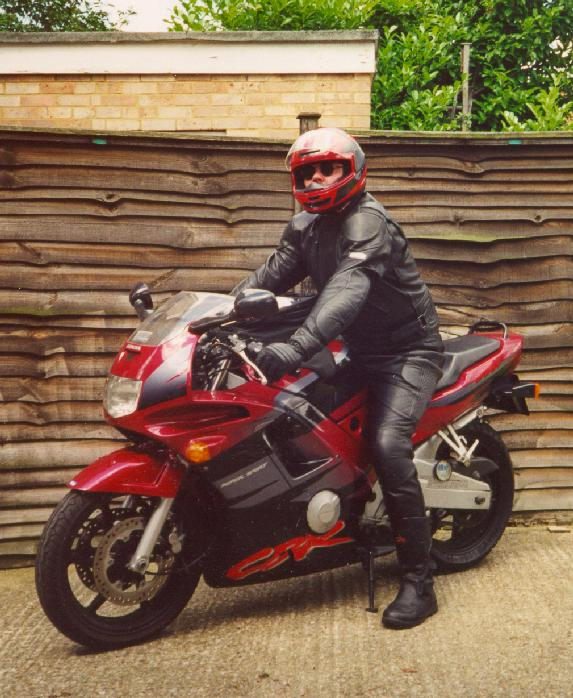
Un motard équipé : casque, gants, combinaison, bottes.

S'ils ne sont pas obligatoires, du moins en France, ils sont fortement recommandés car ils contribuent à la sécurité. Ils sont choisis en fonction de l'environnement auquel le motard est exposé (ville, route, circuit, tout-terrain, etc.).

### Gants
Les gants protègent du froid et des projections diverses (insectes, particules, graviers, etc.). En cas de chute, ceux-ci permettent de protéger de manière efficace les mains en évitant l'abrasion. Il existe différents types de gants adaptés aux conditions climatiques et au type de moto (gants d'été ou d'hiver, sport, loisir, tourisme, cross, etc.). Il est conseillé de n'utiliser que des gants en cuir spécifiques à la conduite de la moto et d'exclure l'usage de gants textiles qui sont sources de brûlures en cas de chute. Parmi les matériaux présents sur le marché, le Gore-Tex constitue une bonne protection contre la pluie, et contre le froid par l'évaporation de la transpiration.
En France, depuis le 20 novembre 2016, une paire de gants homologués est obligatoire pour le conducteur et le passager (de scooter, moto, etc.) :

« Art. R. 431-1-2.-En circulation, tout conducteur ou passager d'une motocyclette, d'un tricycle à moteur, d'un quadricycle à moteur ou d'un cyclomoteur doit porter des gants conformes à la réglementation relative aux équipements de protection individuelle. »

— Code de la Route

### Blouson
Le blouson doit protéger des intempéries et des chutes éventuelles. Il comporte en général des renforts pouvant être amovibles situés au niveau des coudes et des épaules et parfois une protection dorsale. Il peut être en cuir ou en textile. Il existe des matériaux modernes spéciaux tels que le cordura qui offrent une bonne résistance à l'abrasion. Depuis quelques années plusieurs constructeurs travaillent sur des vestes airbag protégeant efficacement le dos et les cervicales en cas de chute. Certains modèles sont déjà certifiés CE et commercialisés.

### Chaussures
Il est conseillé de porter des chaussures appropriées protégeant les chevilles et si possible en cuir, qui peuvent être renforcées aux emplacements les plus exposés (bottes de motard ou chaussures montantes). Celles-ci vieillissent moins avec l'usage du sélecteur de vitesses. Conduire pieds nus ou en chaussures légères est à proscrire.
Le niveau de protection des bottes et chaussures de protection pour motocyclistes entrant dans la définition des équipements de protection individuelle est défini par la norme européenne EN 13634. Dans sa version 2017, ce niveau est caractérisé par quatre chiffres sous la forme « A B C D », chacun pouvant prendre les valeurs « 1 » ou « 2 », avec la correspondance suivante :
- A : hauteur de la tige (1 = chaussure basse, 2 = chaussure haute) ;
- B : résistance à l'abrasion à l'impact ;
- C : résistance à la coupure à l'impact ;
- D : rigidité transversale.

### Pantalon
Pour les longs trajets ou la pratique sportive, un pantalon en cuir est idéal. Le pantalon protège des intempéries et de l'abrasion en cas de chute, surtout s'il comporte des renforts aux genoux et aux hanches. Des matériaux synthétiques peuvent aussi être utilisés. Les jeans sont un compromis entre la protection et le confort car ils n'absorbent pas les chocs d'une chute même s'ils préservent de l'abrasion. Il existe des jeans spécifiques à la moto avec des renforts kevlar.Les pantalons de ville ne sont pas adaptés car peu résistants à l'abrasion et peuvent facilement brûler la peau à cause des matières synthétiques. Sur piste, il est préférable de disposer d'une combinaison offrant un ensemble blouson/pantalon d'un seul tenant, ou d'une liaison solide de type fermeture à glissière.
Il existe des « sur-pantalons », essentiellement pour la pluie, parfois équipés de protections.

### Protections
Beaucoup de vêtements en cuir sont maintenant équipés d'une armure protégeant les parties du corps vulnérables comme les épaules, coudes, hanches, genoux et dos. Les normes européennes pour ces protections sont EN 1621-1:2007 et EN 1621-2:2003. Ces protections varient depuis le simple rembourrage en mousse jusqu'aux coques en fibre de carbone ou en polymère elles-mêmes entourées de mousse. Leur fonction est d'absorber l'énergie et de répartir les forces d'impact et de par la même minimiser les blessures. D'après la règlementation européenne, ces équipements doivent être munis d'un marquage CE.

### Combinaison de pluie
La combinaison de pluie est utile pour se protéger de la pluie. Elle peut être intégrale ou protéger seulement une partie du corps comme le pantalon. Des sur-gants et sur-chaussures peuvent également être utilisés. Toujours garder à l'esprit que la combinaison de pluie doit être portée par-dessus le blouson et le pantalon, qui eux protègent des éventuels chocs et frottements avec le sol.

### Haute visibilité
Un temps un article de loi a voulu imposer le port d'un brassard jaune rétroréfléchissant.
Il existe de très nombreux vêtements ou protections pluie à couleur haute visibilité.
Certains utilisateurs de deux-roues motorisés arborent par-dessus leur blouson/veste un gilet haute visibilité.
Il n'y a pas encore de retour d'information d'accidentologie sur l'utilité de tels accessoires.
Seule réalité confirmée par les assurances, le port d'un casque de couleur claire limiterait les risques après une chute[réf. nécessaire].

## Taxation en France
La Fédération française des motards en colère milite actuellement pour que les équipements de sécurité obligatoires soient assujettis à la TVA à 5,5 % (actuellement 20 %)[réf. nécessaire].